# Boriavi
Boriavi é uma cidade e um município no distrito de Anand, no estado indiano de Gujarat.

## Demografia
Segundo o censo de 2001, Boriavi tinha uma população de 17 861 habitantes. Os indivíduos do sexo masculino constituem 52% da população e os do sexo feminino 48%. Boriavi tem uma taxa de literacia de 66%, superior à média nacional de 59,5%; a literacia no sexo masculino é de 77% e no sexo feminino é de 55%. 13% da população está abaixo dos 6 anos de idade.